# چهارطاقی ارمو
چهار طاقی ارمو مربوط به دوره ساسانیان - سده‌های اولیه دوران‌های تاریخی پس از اسلام است و در شهرستان دره‌شهر، بخش مرکزی، ۲۰۰ متری شرق دهستان ارمو واقع شده و این اثر در تاریخ ۳۰ بهمن ۱۳۸۶ با شمارهٔ ثبت ۲۱۰۰۵ به‌عنوان یکی از آثار ملی ایران به ثبت رسیده‌است.